# Майерс, Элана
Эла́на Алесса́ндра Ма́йерс (англ. Elana Alessandra Meyers, род. 10 октября 1984 года, Ошенсайд, Калифорния) — американская бобслеистка (пилот) и регбистка. Выступает за сборную США по бобслею с 2007 года. Пятикратный призёр Олимпийских игр, 4-кратная чемпионка мира.

## Биография
Элана Майерс родилась 10 октября 1984 года в городе Ошенсайд, штат Калифорния, однако практически всё детство провела в Джорджии, округ Фултон. После окончания старших классов школы поступила в Университет Джорджа Вашингтона, где активно занималась спортом. Для оплаты обучения в свободное от тренировок время подрабатывала няней и официанткой. В 2007 году решила попробовать себя в бобслее, в качестве разгоняющей присоединилась к национальной команде и стала выступать на профессиональном уровне.
Первое время разгоняла боб Шоны Робок, вместе они завоевали серебряную медаль на чемпионате мира 2009 года в Лейк-Плэсиде. На Олимпийские игры 2010 года Мейерс поехала уже в паре с пилотом Эрин Пак, в программе двухместных экипажей девушкам удалось добраться до третьей позиции и взять бронзовые награды, уступив лишь двум канадским командам. После Олимпиады сменила амплуа, продолжив карьеру бобслеистки в роли рулевой. В 2012 году на чемпионате мира в Лейк-Плэсиде выиграла золото в программе смешанных команд, причём её разгоняющей в этих заездах была Эмили Азеведу. В следующем году на мировом первенстве в швейцарском Санкт-Морице взяла ещё одно серебро в двойках. На Олимпийских играх в Сочи завоевала серебряные медали в программе двухместных экипажей.
После завершения Олимпийских игр Элана объявила, что переходит в регби-7 и собирается принять участие в отборочном турнире к Олимпийским играм в Рио-де-Жанейро.
В сентябре 2014 по решению международной федерации бобслея и скелетона (FIBT) женщины получили право участвовать в соревнованиях бобов-четвёрок в составе смешанных команд. 15 ноября 2014 года на Кубке Северной Америки в Парк-Сити Элана Майерс и канадка Кейли Хамфрис стали первыми женщинами, принявшими участие в заездах четвёрок. Экипаж Майерс показал 7-й результат.

### Выступления на Олимпийских играх
| Олимпийские игры | Возраст | Команда | Двойки | Монобоб |
| ---------------- | ------- | ------- | ------ | ------- |
| 2010 Ванкувер    | 25      | США     | 3      | н/д     |
| 2014 Сочи        | 29      | США     | 2      | н/д     |
| 2018 Пхёнчхан    | 33      | США     | 2      | н/д     |
| 2022 Пекин       | 37      | США     | 3      | 2       |